# Quadrella nitida
Quadrella nitida is een krabbensoort uit de familie van de Trapeziidae. De wetenschappelijke naam van de soort is voor het eerst geldig gepubliceerd in 1869 door Smith.